# Maria Sierotwińska-Rewicka
Maria Sierotwińska-Rewicka (ur. 12 czerwca 1937 w Krakowie, zm. 13 października 2011) – polonistka, działacz polityczny NSZZ „Solidarność”. Córka Marii z Zajączkowskich Sierotwińskiej (tłumacza z języka francuskiego) oraz prof. Stanisława Sierotwińskiego (polonisty).

## Życiorys
Ukończyła Prywatne Liceum Sióstr Prezentek w Krakowie, a następnie studia polonistyczne na Wyższej Szkole Pedagogicznej w Krakowie oraz Uniwersytecie Jagiellońskim oraz studia muzyczne w Państwowej Wyższej Szkole Muzycznej w Krakowie. W 1968 straciła pracę polonistki w liceum w Nowej Hucie, na skutek czynnego udziału w wydarzeniach marcowych 1968. Jako nauczycielka języka polskiego pracowała: w latach 1968–1975 w Prywatnym Liceum Sióstr Prezentek, a w latach 1975–1982 w XIII Liceum Ogólnokształcącym w Krakowie. W 1980 wraz z plastyczką Barbarą Śliwą zorganizowała w XIII LO w Krakowie happening na temat polskiego renesansu, za co otrzymały pierwszą nagrodę UNESCO.
W 1980 była jedną z trzynastu osób–założycieli NSZZ „Solidarność” w Małopolsce. Jako członek zarządu, pełniła różne funkcje, w tym członka sekcji interwencji, jak również felietonistki „Gońca Małopolskiego” (pisma regionu Małopolska). 13 grudnia 1981 została internowana i przetrzymywana w więzieniach Krakowa, Kielc, Gołdapi, Darłówka i Łodzi do lipca 1982. W 1982 podjęła decyzję o wyjeździe, wraz z rodziną, na emigrację do Stanów Zjednoczonych.
W USA została członkiem i aktywnym działaczem Ruchu Społeczno-Politycznego „Pomost”. Była jednym z dyrektorów Kongresu Polonii Amerykańskiej, pisała regularne artykuły do „Nowego Dziennika” w Nowym Jorku, „Gwiazdy polarnej” w West Point oraz była stałym korespondentem Radia Wolna Europa. Oprócz działalności politycznej, udzielała się społecznie, organizując wspólnie z innymi członkami Polonii, zbiórki pieniędzy i darów. Była aktywnym członkiem Klubu im. Heleny Modjeskiej, występowała w polonijnym teatrze im. Heleny Modrzejewskiej w Los Angeles. Przez wiele lat była lektorem wiadomości w Polskiej Stacji Radiowej w Los Angeles.
W 1993 powróciła, wraz z rodziną, do Krakowa, kontynuując zawód nauczyciela języka polskiego. Jednocześnie rozpoczęła działalność w strukturach Unii Demokratycznej, a następnie Unii Wolności. W 2002 była rzecznikiem prasowym UW w Krakowie.
W 2004 IPN nadał Marii Sierotwińskiej-Rewickiej status pokrzywdzonej.
W 2004 została odznaczona Złotym Krzyżem Zasługi, a w 2008, przez prezydenta Lecha Kaczyńskiego, Krzyżem Kawalerskim Orderu Odrodzenia Polski.
Maria Sierotwińska-Rewicka jest autorką dwóch książek: „Rzeka Bernarda Ładysza” oraz „Internowana – pamiętnik podwójnie pisany”, napisanej wraz z córką Bereniką.